# Czesław Domel
Czesław Jakub Domel (ur. 25 lipca 1932 w Suwałkach, zm. 17 lutego 2004 w Augustowie) - kapłan katolicki, prepozyt Kapituły Kolegiackiej Sejneńsko-Wigierskiej.

## Życiorys
Był synem Stanisława i Joanny z domu Wasilewskiej. Ojciec pracował w zakładzie szewskim, a matka zajęła się wychowaniem dzieci. Wybuch wojny sprawił, że rodzina Domelów przeniosła się do Potaszni niedaleko Suwałk (powrócili stamtąd w 1947). I Komunię Świętą przyjął w 1941, a sakrament bierzmowania w 1946. W tym okresie dość mocno związał się z kościołem parafialnym św. Aleksandra w Suwałkach, gdzie służył jako ministrant. Po ukończeniu szkoły podstawowej wstąpił do Niższego Seminarium Duchownego Księży Werbistów w Bruczkowie. W 1951 przeniesiono go do innego domu - w Górnej Grupie. W październiku 1951 zginął tragicznie jego ojciec, którego zgniótł wagon przy rozładunku pociągu. Matka została sama z siedmiorgiem dzieci (pozostałe czworo zmarło w dzieciństwie). Sytuacja materialna rodziny była niezwykle ciężka. W 1952 zdał egzamin dojrzałości, a następnie powrócił do Suwałk by pomóc rodzinie. Jednak za namową ks. S. Wierzbickiego jeszcze tego samego roku wstąpił do Wyższego Seminarium Duchownego w Łomży. Święcenia kapłańskie przyjął w katedrze łomżyńskiej 8 września 1957 z rąk biskupa Czesława Falkowskiego, ówczesnego ordynariusza łomżyńskiego. Był wikariuszem w parafiach: Kuczyn (1957-1962), Mały Płock (1962-1964), Rajgród (1964-1965), Myszyniec (1965-1967), Wizna (1967-1970), a następnie proboszczem w Burzynie (1970-1978), Małkini (1978-1986) i Augustowie (1986-2004). 
Przeniesienie go na parafię augustowską było ogromnym wyróżnieniem, gdyż w tym czasie była to jedna z najlepszych parafii w całej diecezji. Ks. Czesław wziął się od początku za prace remontowo-budowlane i jego staraniem dokończona została odbudowa wież kościoła zniszczonych w czasie wojny, a także odnowił wnętrze świątyni poprzez ujednolicenie stylu. Zadecydowało to o podniesieniu kościoła do rangi bazyliki mniejszej w 2001. Za jego kadencji wybudowano też okazały dom parafialny, który obecnie służy jako Dom Księdza Emeryta. Powstało też wówczas w Augustowie i okolicach kilka nowych parafii, których rozwój bardzo wspierał.Za zasługi otrzymał na początku lat dziewięćdziesiątych tytuł kapelana Jego Świątobliwości.
Zmarł nagle na zawał serca. Pochowany został w kwaterze kapłańskiej na cmentarzu augustowskim.